# Gaustablikk
Gaustablikk er et område i Telemarken, beliggende øst for Telemarkens højeste bjerg Gaustatoppen. Man kommer dertil fra Rjukan, hvorfra en ca. 15 km lang serpentinervej fører derop. Om sommeren åbnes bjergpasset ved Gaustatoppen, og det er muligt at komme til Gaustablikk fra Tuddal.
I Gaustablikk-området finder man Norges højest beliggende trægrænse. Denne findes på bagsiden af Skipsfjell.
I området ligger bl.a. Gaustablikk Høyfjellshotel, Kvitåvatn Fjellstoge samt et mindre skicenter med få lifte. Området er de senere år vokset sig større, og antallet af nye hyttetomter, der bliver solgt, er støt stigende. Ligeledes vokser skicenteret støt, og man regner med at forstørre skicenteret 2-3 gange, og dermed slå det fast som et af de 5-6 største skiområder i Norge. Gaustablikk skicenter benyttes i dag også til konkurrence på højt plan. Det er FIS World Cup i telemarkski, der af og til afholdes i anlægget.
I området findes ligeså et bredt udbud af langrendsløjper hvor Danmarksmesterskaberne i langrend årligt afholdes.
59°52′44″N 8°44′40″Ø / 59.87889°N 8.74444°Ø